# Identità colturale
L'identità colturale è l'aspetto principale da valutare per dividere o aggregare le formazioni vegetali di una foresta in particelle assestamentali distinte.
Convenzionalmente, per classificare le diverse identità colturali si valutano le seguenti caratteristiche:
- Copertura del terreno
- Composizione specifica
- Funzione assegnabile
- Selvicoltura applicabile

## Copertura del terreno
La copertura del terreno indica il tipo di formazione vegetale presente in una particella assestamentale. Un classificazione possibile è:
- Formazione arborea
- Formazione arbustiva
- Formazione erbacea (es. prati, pascoli o incolti)
- Coltivi

## Composizione specifica
A seconda della composizione specifica una particella assestamentale può esser definita:
- Monospecifica (una sola specie compone più dell'80% della formazione)
- Mista (indicando quale o quali specie sono predominanti)

## Funzione assegnabile
Individua la destinazione d'uso più importante di una particella assestamentale. A seconda delle caratteristiche e della collocazione infatti una foresta può prevalentemente svolgere il compito di:
- Produrre legname
- Fornire produzioni minori (es. piccoli frutti o funghi)
- Fornire protezione idrogeologica
- Tutelare la naturalità e biodiversità dell'ecosistema
- Svolgere funzione ricreativa (un parco giochi)
- Adempiere ad una funzione igienico-sanitaria (limitare rumori e polveri prodotte da una zona industriale)
- Tutelare una risorsa idrica (ad esempio nei pressi di una sorgente utilizzata da un acquedotto)
- Svolgere funzione didattica o di ricerca

## Selvicoltura applicabile
Nello scegliere la selvicoltura applicabile, si tiene conto di tutte le forme di governo e trattamento del bosco. Saranno valutate le ipotesi di evoluzione naturale guidata o incontrollata, di governo a ceduo o a fustaia (o la loro coesistenza), ecc.